# Walter Wanderley
Walter Wanderley (Recife, 12 maggio 1932 – San Francisco, 4 settembre 1986) è stato un pianista, organista e musicista brasiliano.
Wanderley era noto per la padronanza dell'Hammond B-3, ma nelle esibizioni dal vivo usò pure altri organi della stessa azienda.

## Biografia
Già famoso nel suo paese natale alla fine degli anni '50, divenne una star di fama internazionale alla metà del decennio successivo grazie alla sua collaborazione con la cantante Astrud Gilberto.
Registrò sei album per l'etichetta Verve tra il 1966 e il 1968: in tre di essi, che vennero prodotti negli Stati Uniti da Creed Taylor, fece parte di un trio con Claudio Slon (batterista) e Jose Marino (bassista).
La versione di Summer Samba eseguita da Wanderley all'organo Hammond con il suo trio raggiunse la posizione #26 nelle classifiche di Billboard nell'estate del 1966, contribuendo significativamente alla conquista del disco di platino dell'album Rain Forest in cui fu inclusa. Summer Samba fu anche scelta come sigla di Redenção, la più lunga telenovela di tutti i tempi.
Un altro album registrato in quel periodo fu Popcorn, in collaborazione con il cantante e chitarrista brasiliano Luiz Henrique Rosa.
In seguito Wanderley pubblicò diversi dischi da solista, che riscossero anch'essi un buon successo all'estero. Particolarmente fortunato fu un suo tour di concerti in Messico.
Verso la fine degli anni '80 la carriera di Wanderly ebbe un tracollo per via dell'alcolismo. L'artista morì di cancro nel 1986 a San Francisco, in California, all'età di 54 anni, quasi completamente dimenticato.

## Vita privata
Fu sposato con la cantante Isaurinha Garcia. Dal matrimonio nacque un figlio maschio. Wanderley abbandonò poi la moglie, per mettersi con Claudette Soares: durissima fu la reazione della Garcia, che attaccò spesso l'ex marito durante trasmissioni televisive in diretta.